# Contrail·lustració
Contrail·lustració va ser un terme que alguns comentaristes del segle xx van utilitzar per descriure les múltiples tensions de pensament que van sorgir a la fi del segle xviii i principis del XIX en oposició a la Il·lustració del segle xviii. El terme s'associa en general amb Isaiah Berlin, a qui sovint s'atribueix, encara que hi ha diversos usos anteriors del terme, incloent-ne un pel filòsof alemany Friedrich Nietzsche, que va escriure del Gegenaufklärunga a la fi del segle xix. Berlin va publicar àmpliament sobre la Il·lustració i els seus enemics i va fer molt per popularitzar el concepte d'un moviment contra la Il·lustració que va caracteritzar com ara relativista, antiracionalista, vitalista i orgànic, i que va associar més estretament amb el romanticisme alemany.

## Moviment Contrail·lustració

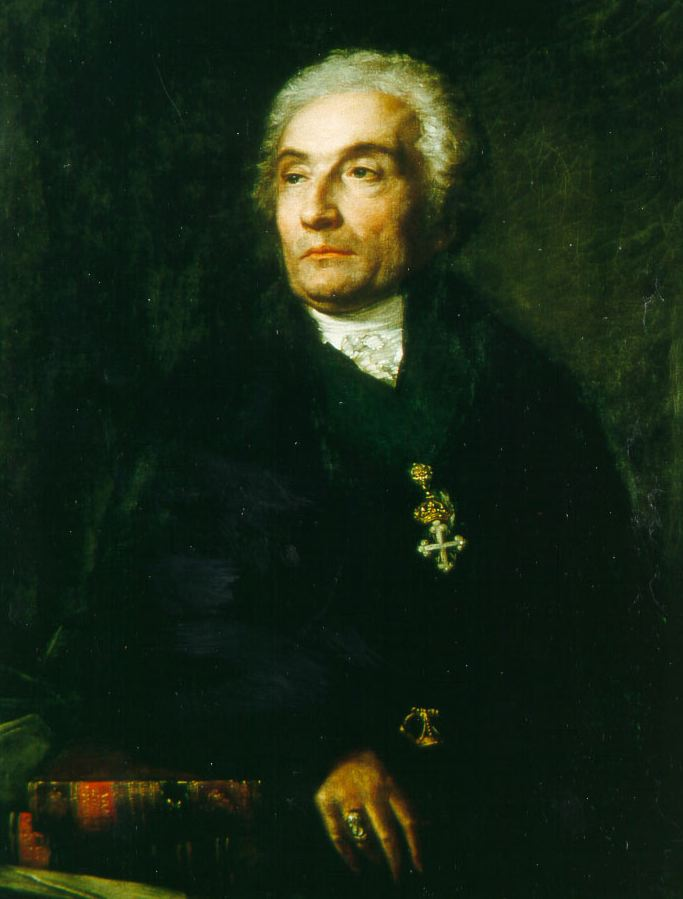
Joseph-Marie, el comte de Maistre era un dels contrarevolucionaris més prominents que es va oposar vehement a les idees de la Il·lustració.

Encara que el terme Contrail·lustració va ser utilitzat per primera vegada en anglès per William Barrett en un article de 1949 ("Art, Aristocracy and Reason") a Partisan Review, va ser Isaiah Berlin qui va establir el seu lloc en la història d'idees. Va usar el terme per referir-se a un moviment que va sorgir principalment a l'Alemanya de finals del segle xviii i principis del segle xix contra el racionalisme, l'universalisme i l'empirisme comunament associats amb la Il·lustració. L'assaig àmpliament llegit de Berlin The Counter-Enlightenment va ser publicat per primera vegada el 1973, i més tard reimprès en una col·lecció popular dels seus assaigs, Against the Current, el 1981. El terme ha tingut àmplia aplicació de llavors ençà.

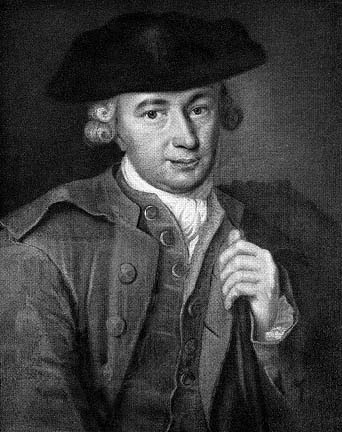
El filósof alemany Johann Georg Hamann.

Isaiah Berlin sosté que, encara que hi va haver enemics de la Il·lustració fora d'Alemanya —per exemple, Joseph de Maistre— i abans de la dècada de 1770 —per exemple, Giambattista Vico—, el pensament contra la Il·lustració no «va desenganxar» fins que els alemanys es van rebel·lar contra França en els camps de la cultura, l'art i la filosofia, i es van venjar llançant el gran contraatac contra la Il·lustració. Aquesta reacció va ser dirigida pel filòsof de Königsberg Johann Georg Hamann, «l'enemic més apassionat, conseqüent, extrem i implacable de la Il·lustració», segons Berlin. Aquesta reacció alemanya a l'universalisme imperialista de la Il·lustració francesa i de la Revolució, que els havia estat imposada primer pel francòfil Frederic II de Prússia, aleshores pels exèrcits de la França revolucionària i finalment per Napoleó, va ser crucial cap al canvi de consciència d'època que va succeir a Europa en aquest moment, portant el romanticisme. Segons Berlin, la conseqüència sorprenent i no desitjada d'aquesta revolta contra la Il·lustració va ser el pluralisme, que deu més als enemics de la Il·lustració que als seus defensors, alguns dels quals eren propis del monisme, els descendents polítics, intel·lectuals i ideològics dels quals han estat adeptes a la Terreur i al totalitarisme.
En el seu llibre Enemies of the Enlightenment (2001), l'historiador Darrin McMahon estén la Contrail·lustració fins a la França prerevolucionària i fins al nivell de Grub Street, marcant així un avançament important en la visió intel·lectual i germanocèntrica de Berlin. McMahon se centra en els primers enemics de la Il·lustració a França, desenterrant-ne una ja oblidada 'Grub Street' en la literatura de finals del segle xviii i principis del XIX dirigida als filòsofs. S'endinsa en l'obscur i, de vegades, indecorós món «de la baixa Contrail·lustració» que va atacar els enciclopedistes i va lluitar una batalla sovint bruta per prevenir la difusió de les idees de la Il·lustració a la segona meitat del segle. Molts d'aquests primers opositors de la Il·lustració ho van atacar per soscavar la religió i l'ordre social i polític. Això es va convertir més tard en un tema important de la crítica conservadora de la Il·lustració després que la Revolució Francesa aparegués per venjar les advertències dels antifilòsofs en les dècades anteriors a 1789.

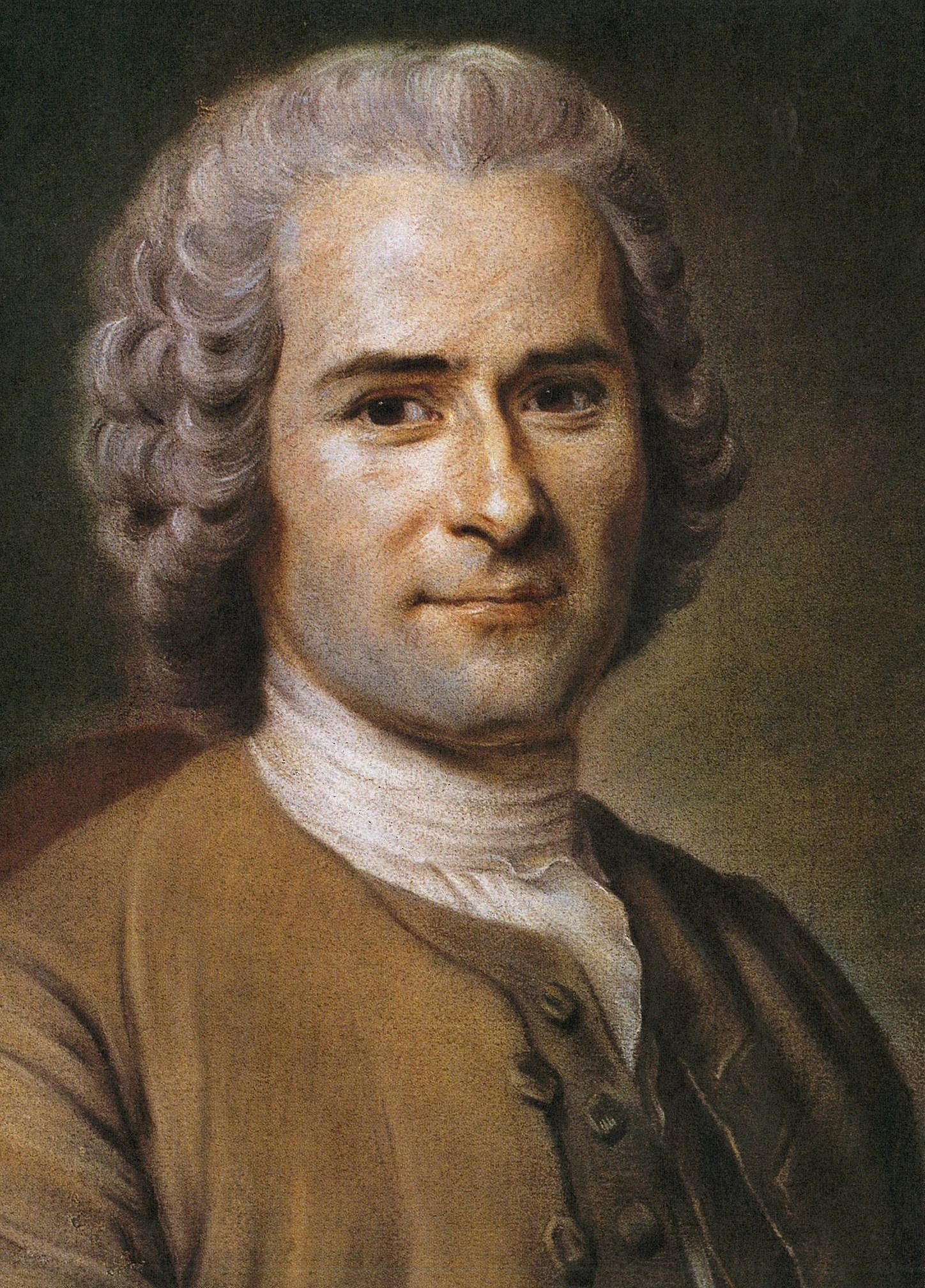
Retrat de Jean-Jacques Rousseaual qual Graeme Garrard dona l'origen de la Contrail·lustració.

Graeme Garrard professor de la Universitat de Cardiff suggereix que l'historiador William R. Everdell va ser el primer de situar Jean-Jacques Rousseau com el «fundador de la Contrail·lustració» en el seu llibre de 1987,Christian Apologetics in France, 1730-1790: The Roots of Romantic Religion,, i anteriors a la seva dissertació de 1971. En el seu article de 1996 e} American Political Science Review (Vol. 90, núm. 2), Arthur M. Melzer corrobora l'opinió d'Everdell en col·locar l'origen de la Contrail·lustració en els escrits religiosos de Jean-Jacques Rousseau, però mostrant a Rousseau com l'home que va disparar el primer tret a la guerra entre la Il·lustració i els seus enemics. Graeme Garrard segueix a Melzer en el seu Rousseau's Counter-Enlightenment (2003). Això contradiu la representació de Berlin de Rousseau com un philosophe —encara que erràtic— que va compartir les creences bàsiques dels seus contemporanis de la Il·luminació. També, com McMahon, traça el començament del pensament de Counter-Enlightenment una altra vegada a França i abans del moviment alemany Sturm und Drang dels anys 1770. El llibre de Garrard, Counter-Enlightenments(2006) amplia el terme encara més, argumentant contra Berlin que no anomenat un moviment trucat «The Counter-Enlightenment». Al contrari, n'hi ha hagut moltes «Counter-Enlightenments», des de mitjan segle xviii fins als crítics de la Il·lustració del segle XX entre els teòrics crítics, els postmodernistes i les feministes. La Il·lustració té enemics en tots els punts de la brúixola ideològica, des de l'extrema esquerra fins l'extrema dreta, i tots els punts intermedis. Cadascun dels enemics de les Il·luminacions ho representaven tal com ho veien o volien que d'altres ho veiessin, donant lloc a una àmplia gamma de retrats, molts dels quals no solament són diferents sinó incompatibles. Aquest argument ha estat fet un pas més enllà per alguns, com l'historiador intel·lectual James Schmidt, que qüestionen la idea de la "Il·lustració" i, per tant, de l'existència d'un moviment que s'oposa a ella. A mesura que la nostra concepció de la Il·lustració s'ha tornat més complexa i difícil de mantenir, també té la idea de la "contrail·lustració". Els avenços en l'erudició de la Il·lustració en l'últim quart de segle han desafiat la visió estereotipada del segle xviii com una "Edat de la Raó", portant a Schmidt a especular sobre si la Il·lustració no podria ser una creació dels seus enemics.

## Contrail·lustració i contrarevolució

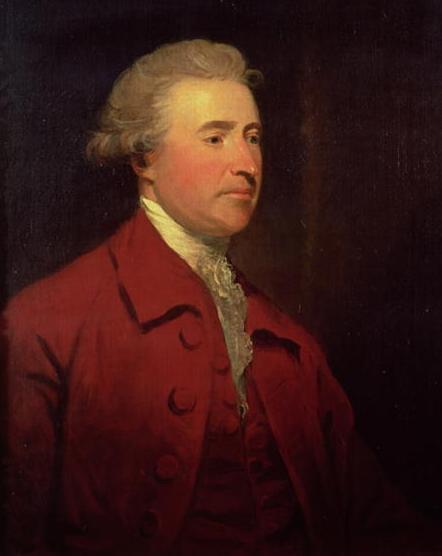
El pensador polític Edmund Burke es va oposar a la Revolució Francesa en les seves Reflections on the Revolution in France.

Encara que es van plantejar seriosos dubtes sobre la Il·lustració abans de la dècada de 1790 —per exemple, en les obres de Jean-Jacques Rousseau a França i JG Hamann a Alemanya en particular—, el Regnat del Terror durant la Revolució Francesa va alimentar una important reacció contra la Il·lustració, molts escriptors van ser inculpats per soscavar les creences tradicionals que van sostenir l'Antic règim, fomentant així la revolució. Escrits contrarevolucionaris com els d'Edmund Burke, Joseph de Maistre i Augustin Barruel, tots van afirmar un estret vincle entre la Il·lustració i la Revolució, a l'igual de molts dels propis líders revolucionaris, de manera que la Il·lustració es va fer cada vegada més desacreditada a mesura que la Revolució es feia cada vegada més sagnant. És per això que la Revolució Francesa i les seves conseqüències van ser també una fase important en el desenvolupament del pensament de la Contrail·lustració. Per exemple, encara que les Reflexions sobre la Revolució Francesa (1790) d'Edmund Burke, no contenen un relat sistemàtic de la connexió entre la Il·lustració i la Revolució, estan fortament condimentades amb referències hostils als revolucionaris francesos com simples filòsofs polititzats. Barruel argumenta a Memoirs Illustrating the History of Jacobinism (1797) —un dels llibres més [lletrats | llegits] de la seva època— que la Revolució va ser conseqüència d'una conspiració de philosophes i maçons. A Considerations on France (1797), Maistre interpreta la Revolució com un càstig diví pels pecats de la Il·lustració.

## Revolta romàntica contra elseglexviii
Molts escriptors romàntics primerencs com Chateaubriand, Novalis i Samuel Taylor Coleridge van heretar aquesta antipatia contrarevolucionària envers els philosophes. Els tres culpaven directament als filòsofs a França i a l'Aufklärer a Alemanya per devaluar la bellesa, l'esperit i la història a favor d'una visió de l'home com una màquina sense ànima i una visió de l'univers com un buit sense sentit i desencantat mancat de riquesa i bellesa.

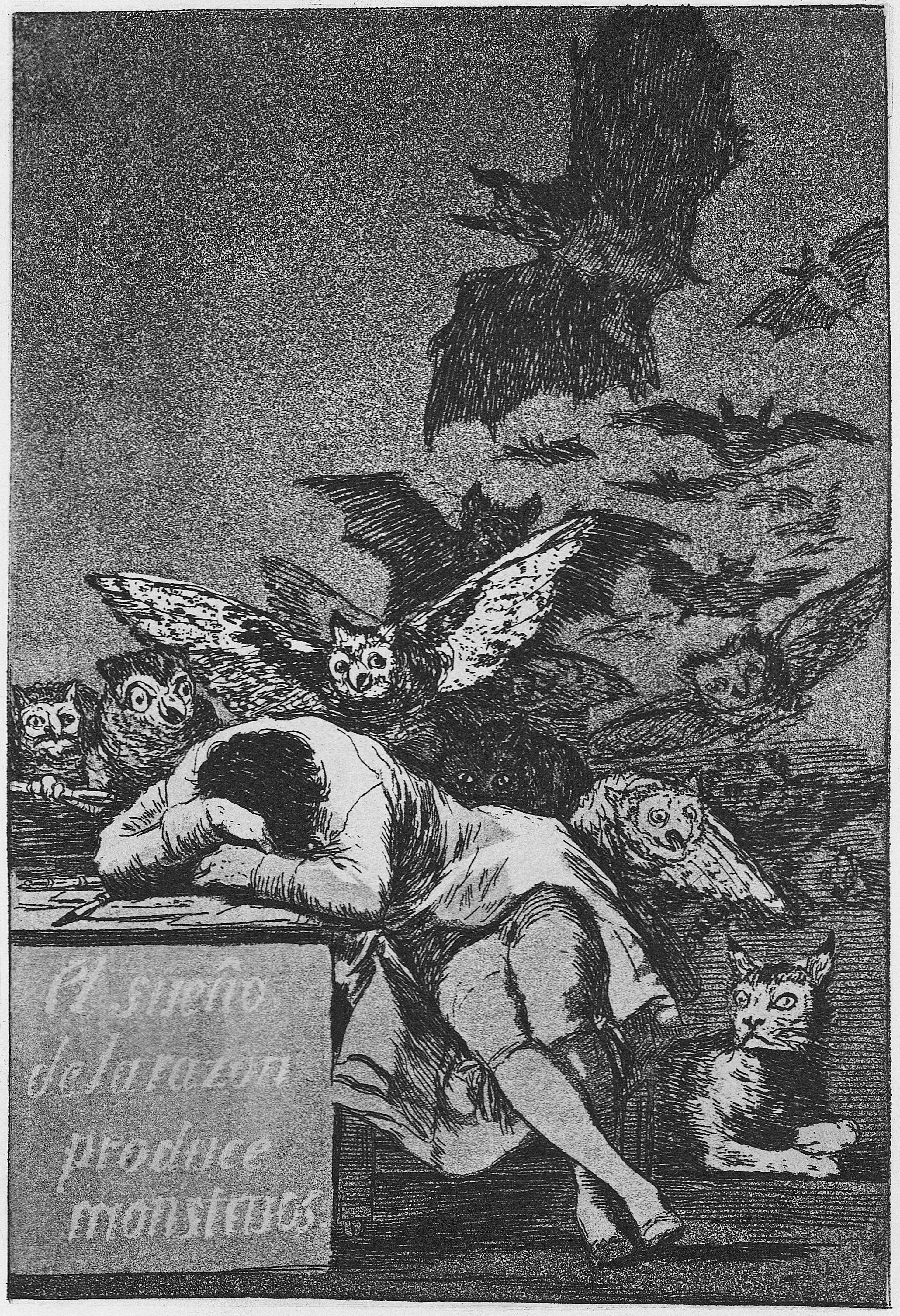
El son de la raó produeix monstres c. 1797, 21.5 cm × 15 cm de Francisco de Goya.

El filòsof Jacques Barzun sosté que el romanticisme tenia les seves arrels en la Il·lustració. No era antiracional, sinó que equilibrava la racionalitat contra les afirmacions contradictòries de la intuïció i el sentit de la justícia. Aquest punt de vista s'expressa en el El son de la raó produeix monstres de Francisco de Goya, en el que el mussol banyut del malson ofereix a la sufocant crítica social de Capritxos un tros de dibuix. També el crític racional s'inspira en el contingut irracional dels somnis sota la mirada del linx d'ulls aguts.
A mitjan segle xix, el record de la Revolució Francesa s'estava esvaint i el romanticisme havia seguit més o menys el seu curs. En aquesta era optimista de la ciència i la indústria, hi havia pocs crítics de la Il·lustració, i pocs defensors explícits. Friedrich Nietzsche és una excepció notable i molt influent. Després d'una defensa inicial de la Il·lustració en el seu nomenat «període mig» —finals de 1870 a començaments de la dècada de 1880—, Nietzsche es va tornar vehementment contra ella i va subscriure la visió anterior dels contrarevolucionaris conservadors com Burke i Maistre.

## El totalitarisme il·lustrat
No va ser sinó fins després de la Segona Guerra Mundial que la Il·lustració va ressorgir com un concepte clau d'organització en el pensament social i polític i en la història de les idees. Shadowing ha estat una literatura ressorgent de la Contrail·lustració que culpa la confiança del segle xviii en la raó del totalitarisme del segle xx. El locus classicus d'aquesta visió és Max Horkheimer i Theodor Adorno Dialectic of Enlightenment (1947), que traça la degeneració del concepte general de la il·luminació de l'antiga Grècia —personificada per l'astúcia burgesa de l'heroi Odisseu— al feixisme del segle xx. Diuen poc sobre el comunisme soviètic, referint-se a això com un totalitarisme regressiu que «s'aferrava massa desesperadament a l'herència de la filosofia burgesa».).
Michel Foucault, per exemple, va argumentar que les actituds envers els «bojos» durant els segles de fins del segle xviii i començaments del XIX mostren que les nocions suposadament il·luminades del tractament humà no eren universalment adherides, sinó que l'Era de la Raó havia de construir una imatge de Unreason contra el qual prendre una posició d'oposició. El propi Berlin, encara que no postmodernista, sosté que el llegat de la Il·lustració en el segle XX ha estat el monisme —que ell afirma afavorir l'autoritarisme polític—, mentre que el llegat de la Contrail·lustració ha estat el pluralisme —cosa que ell associa amb el liberalisme. Aquests són dos dels «estranys canvis» de la història intel·lectual moderna.

## La "perversió de la raó" de la Il·lustració
El que sembla unir a tots els crítics dispars de la Il·lustració —des dels opositors religiosos del segle xviii, els contrarevolucionaris i els romàntics als conservadors del segle xx, les feministes, els teòrics crítics i els ecologistes— és un rebuig del que consideren la perversió de la raó de la Il·lustració: les concepcions distorsionades de la raó de la classe que associen cadascuna amb la Il·lustració a favor d'una visió més restringida de la naturalesa, l'abast i els límits de la racionalitat humana.
Tanmateix, molt pocs dels enemics de la Il·lustració han abandonat per complet la raó. La batalla ha estat sobre l'abast, el significat i l'aplicació de la raó, no sobre si és bo o dolent, desitjable o indesitjable, essencial o no essencial per se. El conflicte entre la Il·lustració i la Contrail·lustració no és un conflicte entre amics i enemics de la raó, com tampoc entre amics i enemics de la noció d'il·lustració.
Encara que les objeccions han estat constantment plantejades contra el que s'ha pres com la típica visió il·lustrada de la raó pels seus oponents —en tots els punts de l'espectre ideològic, esquerra, dreta i centre—, això gairebé mai no s'ha generalitzat a la raó com a tal per «Counter Pensadors» de la il·lustració. Alguns acusen la Il·lustració d'inflar el poder i l'abast de la raó, mentre que d'altres afirmen que la va restrènyer.